# Rosey, Haute-Saône
Rosey är en kommun i departementet Haute-Saône i regionen Bourgogne-Franche-Comté i östra Frankrike. Kommunen ligger i kantonen Scey-sur-Saône-et-Saint-Albin som tillhör arrondissementet Vesoul. År 2022 hade Rosey 255 invånare.

## Befolkningsutveckling
Antalet invånare i kommunen Rosey
| Referens: INSEE |